# 마르

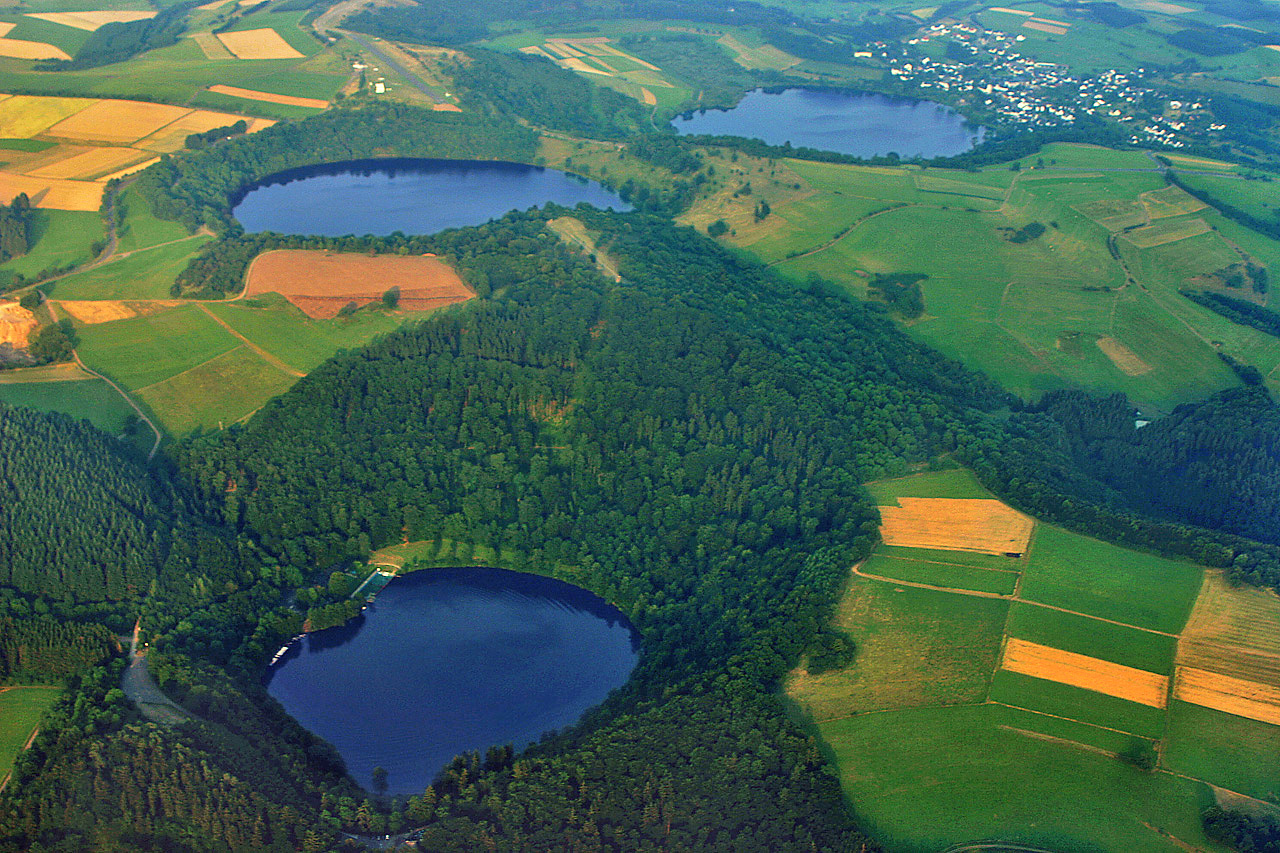

마르(Maar)는 마그마 수증기 폭발에 의해 생긴 화산 지형이다. 원형의 요지로, 그 주위에 화산쇄설물 등이 얇게 퇴적되어 있다. 대표적인 예로 제주특별자치도의 하논 분화구와 알래스카의 우킨렉 마르가 있다.
분출물이 멀리까지 날아가기 때문에 화구 주위에 분출물이 퇴적하지 않는다. 화산 가스만이 분출할 경우는 화도(火道) 주위의 암석 파편이 사방으로 날며, 화구는 절구 모양이 된다. 경석이나 스코리아도 분출한 경우에는 화산 쇄설물이 많이 쌓인다. 마르 밑은 편평한 경우가 많으며, 물이 고여 있는 경우도 있다. 지름은 수백 미터 정도 되는 것이 많이 있다. 독일의 아이펠 지방에 많이 있는 마르가 유명하다.

## 같이 보기
- 한라산
- 칼데라